# Фредрік Стоор
Фредрік Улоф Есаяс Стоор (швед. Fredrik Olof Esaias Stoor, нар. 28 лютого 1984, Стокгольм) — шведський футболіст, що грав на позиції захисника. Відомий за виступами в низці закордонних та шведських клубів, зокрема «Гаммарбю», «Фулгем» та «Русенборг», а також у складі національної збірної Швеції.

## Клубна кар'єра
Фредрік Стоор народився в Стокгольмі. У дорослому футболі дебютував 2002 року виступами за команду «Гаммарбю», в якій грав до 2006 року, взявши участь у 51 матчі чемпіонату. У 2007 році футболіст перейшов до складу норвезького клубу «Русенборг», у складі якого грав до середини 2008 року. У 2008 році шведський захисник перейшов до складу англійського клубу «Фулгем», проте до основного складу не пробився, і в 2009 році відправлений в оренду до іншого англійського клубу «Дербі Каунті», але й після повернення з оренди не став у «Фулгемі» гравцем основи, й у середині 2011 року покинув англійську команду, ставши гравцем норвезького клубу «Волеренга». У 2012 році керівництво клубу віддало норвезького захисника в оренду до іншого норвезького клубу «Ліллестрем», а наступного року Стоор грав у складі «Ліллестрема» вже на основі постійного контракту.
У 2014 році Фредрік Стоор грав у складі данського клубу «Віборг». У 2015 році футболіст повернувся на батьківщину до клубу «Броммапойкарна», у складі якого в кінці року завершив виступи на футбольних полях.

## Виступи за збірні
Протягом 2001—2003 років Фредрік Стоор залучався до складу юнацьких збірних Швеції різних вікових груп, загалом на юнацькому рівні зіграв 10 днів. У 2005—2006 році футболіст грав у складі молодіжної збірної Швеції, на молодіжному рівні зіграв у 9 офіційних матчах.
2008 року Фредрік Стоор дебютував у складі національної збірної Швеції. У складі збірної був учасником чемпіонату Європи 2008 року в Австрії та Швейцарії. Після 2008 року до збірної не залучався, загалом зіграв у її складі 11 матчів, у яких забитими м'ячами не відзначився.